# 一屋老友記
《一屋老友記》（英語：House Of Spirits），是香港電視廣播有限公司拍攝製作的時裝亲情喜劇，故事背景以鬼為題材，由歐陽震華及胡定欣領銜主演，並由羅蘭、胡楓、滕麗名、張頴康、劉江、呂慧儀及張彥博聯合演出，監製方駿釗。
此劇為2016無綫節目巡禮之一、2016香港國際影視展12部推介劇集之一，並為Amazing Summer2016的推介劇集之一。

## 本劇特色
此劇透過一對熱心助人的開心鬼，用神奇的力量，協助能見鬼的大哥，為弟妹遮風擋雨，用愛緊扣一家人，帶出現代人為口奔馳，而忘記親情可貴的唏噓；是向經典劇集《執到寶》致敬之作。

## 演員表

### 寶家
| 演員           | 角色   | 簡要介紹 | 《執到寶》《 陀槍師姐》 對應角色  |
| 劉江           | 寶祿   | 祿叔 鬼魂／退休酒樓點心師傅，手艺為布拉腸粉 李娟之夫 寶歡、寶欣、寶愉、寶怡之父 梅昭之岳父 梅小菲之外公 朱燦燦、余花之家翁 白慧、嬌、余小安、余周月鳳之親家公 寶貝之爺爺 白樺、依蘭之好友 於第1集中風去世 去世後附身為自來貓肥仔，並協助寶歡使弟妹和好 於第31集變回鬼魂，並與全家人見面，最後心事已了结，離開人間 | 無                                |
| 鄭玉儀         | 娟     | 寶祿之亡妻 寶歡、寶欣、寶愉、寶怡之亡母 梅昭之亡岳母 梅小菲之亡外婆 朱燦燦、余花之亡家姑 寶貝之嫲嫲 白慧、嬌、余小安、余周月鳳之亡親家母 多年前因肺癌去世 | 無                                |
| 區天朗（童年） | 寶歡   | 大寶、寶寶大隊長、肥歡、肥哥哥、鹹豬手（張震、凌波專稱） 兒童節目前主持／穿梭机兒童教育中心校長／天神小食店晚市主廚，廚神金一山徒弟 寶祿、李娟之長子 白樺、依蘭之外孫女婿 寶欣、寶愉、寶怡之兄，互相不和，最後和好 梅昭之大舅 梅小菲之大舅父 余花之大伯 朱燦燦之鬥氣冤家，後為其男友，於第31集向她求婚，後為其夫 寶貝之大伯 錢祖君之前男友，被其欺騙金錢，但被三寶揭穿 黃百川之好友 季思福之好友兼情敵，被其妒忌 針對張震 為完成父親團結家人的心願而造假遺囑，迫使弟妹於舊居同住九個月 於第1集打開白樺和依蘭依附的傘子而看到他們的鬼魂 於第18集向全家坦白承認造假遺囑，因此被趕走 於第21集回到寶家 于第31集和朱灿灿結婚兼一同卖肠粉 | 劉克宣 飾 可伯 歐陽震華 飾 陳小生 |
| 吳偉豪（青年） | 寶歡   | 大寶、寶寶大隊長、肥歡、肥哥哥、鹹豬手（張震、凌波專稱） 兒童節目前主持／穿梭机兒童教育中心校長／天神小食店晚市主廚，廚神金一山徒弟 寶祿、李娟之長子 白樺、依蘭之外孫女婿 寶欣、寶愉、寶怡之兄，互相不和，最後和好 梅昭之大舅 梅小菲之大舅父 余花之大伯 朱燦燦之鬥氣冤家，後為其男友，於第31集向她求婚，後為其夫 寶貝之大伯 錢祖君之前男友，被其欺騙金錢，但被三寶揭穿 黃百川之好友 季思福之好友兼情敵，被其妒忌 針對張震 為完成父親團結家人的心願而造假遺囑，迫使弟妹於舊居同住九個月 於第1集打開白樺和依蘭依附的傘子而看到他們的鬼魂 於第18集向全家坦白承認造假遺囑，因此被趕走 於第21集回到寶家 于第31集和朱灿灿結婚兼一同卖肠粉 | 劉克宣 飾 可伯 歐陽震華 飾 陳小生 |
| 歐陽震華       | 寶歡   | 大寶、寶寶大隊長、肥歡、肥哥哥、鹹豬手（張震、凌波專稱） 兒童節目前主持／穿梭机兒童教育中心校長／天神小食店晚市主廚，廚神金一山徒弟 寶祿、李娟之長子 白樺、依蘭之外孫女婿 寶欣、寶愉、寶怡之兄，互相不和，最後和好 梅昭之大舅 梅小菲之大舅父 余花之大伯 朱燦燦之鬥氣冤家，後為其男友，於第31集向她求婚，後為其夫 寶貝之大伯 錢祖君之前男友，被其欺騙金錢，但被三寶揭穿 黃百川之好友 季思福之好友兼情敵，被其妒忌 針對張震 為完成父親團結家人的心願而造假遺囑，迫使弟妹於舊居同住九個月 於第1集打開白樺和依蘭依附的傘子而看到他們的鬼魂 於第18集向全家坦白承認造假遺囑，因此被趕走 於第21集回到寶家 于第31集和朱灿灿結婚兼一同卖肠粉 | 劉克宣 飾 可伯 歐陽震華 飾 陳小生 |
| 陳沛妍（童年） | 朱燦燦 | 燦燦、燦哥、朱師傅、朱姑娘(白樺、依蘭專用) 孤兒 白樺、依蘭之外孫女 白慧之女 寶祿、李娟之長媳婦 寶歡之鬥氣冤家，後為其妻 兒時偶像為季思福，後被其暗戀 寶欣之師妹兼好友兼大嫂 寶愉、寶怡之大嫂 梅昭之大舅嫂 余花之妯娌 梅小菲之大舅母 寶貝之大伯娘 崔芳芳之好友 參見白家 | 無 蔡少芬 飾 衛英姿               |
| 胡定欣         | 朱燦燦 | 燦燦、燦哥、朱師傅、朱姑娘(白樺、依蘭專用) 孤兒 白樺、依蘭之外孫女 白慧之女 寶祿、李娟之長媳婦 寶歡之鬥氣冤家，後為其妻 兒時偶像為季思福，後被其暗戀 寶欣之師妹兼好友兼大嫂 寶愉、寶怡之大嫂 梅昭之大舅嫂 余花之妯娌 梅小菲之大舅母 寶貝之大伯娘 崔芳芳之好友 參見白家 | 無 蔡少芬 飾 衛英姿               |
| 區明妙（少年） | 寶欣   | 二寶、師姐、阿欣、宇宙大王（余花專用） 老友記水電工程店主 寶祿、李娟之次女 寶歡之妹，互相不和，最後和好 寶愉、寶怡之姊，互相不和，最後和好 梅昭之妻 蔣嬌之媳婦，被其針對 梅小菲之母 朱燦燦之師姐兼好友，後為其姑仔，並一起做老友記水電工程 余花之姑奶，與其針鋒相對，後和好 寶貝之二姑媽 因甘查理認為寶欣像他已離去的母親而被其追求及騷擾 | 歐陽佩珊 飾 阿麗 滕麗名 飾 陳三元 |
| 滕麗名         | 寶欣   | 二寶、師姐、阿欣、宇宙大王（余花專用） 老友記水電工程店主 寶祿、李娟之次女 寶歡之妹，互相不和，最後和好 寶愉、寶怡之姊，互相不和，最後和好 梅昭之妻 蔣嬌之媳婦，被其針對 梅小菲之母 朱燦燦之師姐兼好友，後為其姑仔，並一起做老友記水電工程 余花之姑奶，與其針鋒相對，後和好 寶貝之二姑媽 因甘查理認為寶欣像他已離去的母親而被其追求及騷擾 | 歐陽佩珊 飾 阿麗 滕麗名 飾 陳三元 |
| 徐榮           | 梅昭   | 昭哥、阿昭 深圳建材工廠廠長，後辭職 蔣嬌之子 寶欣之夫 寶祿、李娟之次女婿 梅小菲之父 寶歡之妹夫 寶愉、寶怡之二姐夫 朱燦燦、余花之姑爺，被余花針對，後和好 寶貝之二姑丈 | 林子祥 飾 阿超 魏駿傑飾 程峰      |
| 陳偲穎         | 梅小菲 | 菲菲、Bianca 梅昭、寶欣之女 蔣嬌之孫女 寶祿、李娟之外孫女 寶歡、朱燦燦、寶愉、余花、寶怡之外甥女 寶貝之表姐 白华、依蘭之忘年之交 呂星晨之學生 於第1集打開白樺和依蘭依附的傘子而看到他們的鬼魂 稱白樺和依蘭為神童伯伯和仙女婆婆 | 無 成珈瑩 飾程沙沙                |
| 鄭耀軒（童年） | 寶愉   | 三寶、Anthony 寶愉資產管理公司首席投資總監兼董事局主席，身家曾逾百億美元，於第16集因投資拉丁美洲基金失敗而破產收場 甘潇集团地产部主管 寶祿、李娟之三子 寶歡、寶欣之弟，互相不和，最後和好 寶怡之兄，互相不和，最後和好 梅小菲之三舅父 余花之夫 朱燦燦之三叔仔 梅昭之三舅仔 寶貝之父 余小安、余周月鳳之長女婿，被余周月鳳針對 余蕾、余香之大姐夫 John、Herbert之襟兄 狄文傑之死敵 曾以網名葉常綠化名為余花的支持 於第29集被甘查理收買，要他用方法令寶家搬走，實則背後對他陽奉陰違，後於第30集被甘查理拆穿其計劃 | 馮淬帆 飾 阿哥 姚樂怡 飾 陳五福   |
| 張頴康         | 寶愉   | 三寶、Anthony 寶愉資產管理公司首席投資總監兼董事局主席，身家曾逾百億美元，於第16集因投資拉丁美洲基金失敗而破產收場 甘潇集团地产部主管 寶祿、李娟之三子 寶歡、寶欣之弟，互相不和，最後和好 寶怡之兄，互相不和，最後和好 梅小菲之三舅父 余花之夫 朱燦燦之三叔仔 梅昭之三舅仔 寶貝之父 余小安、余周月鳳之長女婿，被余周月鳳針對 余蕾、余香之大姐夫 John、Herbert之襟兄 狄文傑之死敵 曾以網名葉常綠化名為余花的支持 於第29集被甘查理收買，要他用方法令寶家搬走，實則背後對他陽奉陰違，後於第30集被甘查理拆穿其計劃 | 馮淬帆 飾 阿哥 姚樂怡 飾 陳五福   |
| 呂慧儀         | 余花   | 三嫂、Fiona、Fiona BB 網站美容達人／模特兒 余蕾、余香之大姊，與其針鋒相對 寶愉之妻 寶祿、李娟之媳婦 寶歡、寶欣之弟婦，與寶欣針鋒相對，後和好 寶怡之三嫂，與其針鋒相對，後和好 寶貝之母 朱燦燦之妯娌 梅昭之舅弟婦，并針對其，後和好 梅小菲之三舅母 John、Herbert之大姨 狄文傑之前女友 於第16集開始假扮懷孕 於第31集宣佈正式懷孕并在8个月后诞下一子名為寶貝 | 黃韻詩 飾 阿琴                    |
|                | 寶貝   | 寶愉、余花之子 寶祿、李娟之孫 余小安、余周月鳳之外孫 寶歡、朱燦燦、寶欣、梅昭、寶怡之侄子 余香、John、余蕾、Herbert之姨甥子 梅小菲之表弟 於第31集出生 | 无                                |
| 柯驊汧（童年） | 寶怡   | 細寶、寶廢生、David Bowie 廢青／炒散王（散工達人）／音樂達人／天神小食店兼職伙計 寶祿、李娟之幼子 寶歡、寶欣、宝愉之弟，互相不和，最後和好 朱燦燦、余花之叔仔，與余花針鋒相對，後和好 梅昭之四舅仔 梅小菲之四舅父 寶貝之孻叔 暗戀呂星晨 對關於音樂方面的知識瞭如指掌 因童年表演鋼琴時哮喘發作而導致有舞台恐懼症 於第26集於眾人面前表演後克服舞台恐懼症 | 甘國亮 飾 阿仔                    |
| 張彥博         | 寶怡   | 細寶、寶廢生、David Bowie 廢青／炒散王（散工達人）／音樂達人／天神小食店兼職伙計 寶祿、李娟之幼子 寶歡、寶欣、宝愉之弟，互相不和，最後和好 朱燦燦、余花之叔仔，與余花針鋒相對，後和好 梅昭之四舅仔 梅小菲之四舅父 寶貝之孻叔 暗戀呂星晨 對關於音樂方面的知識瞭如指掌 因童年表演鋼琴時哮喘發作而導致有舞台恐懼症 於第26集於眾人面前表演後克服舞台恐懼症 | 甘國亮 飾 阿仔                    |

### 白家
| 演員           | 角色   | 簡要介紹 |
| 胡楓           | 白樺   | 樺哥、神童伯伯（梅小菲專用）、大明星（寶歡專用） 已故粵語片演員 依蘭之夫 白慧之父 朱燦燦之外祖父 寶祿之好友 梅小菲之忘年之交 周驄之情敵 生前好賭，賭輸所有物業 於25年前因漏電而被電死，為了尋找白慧而一直留在寶家 於第31集了結心事後離開人間 |
| 羅蘭           | 依蘭   | 蘭姨、小蘭、仙女婆婆（梅小菲專用） 已故粵語片演員 白樺之妻 白慧之母 朱燦燦之外祖母 寶祿之好友 梅小菲之忘年之交 被周驄暗戀 於25年前因漏電而被電死，後為了尋找白慧而一直留在寶家 而於第30集對付禿鷹集團後元氣大傷 於第31集了結心事後離開人間 |
| 阮兒           | 白慧   | 慧慧、Nancy 白樺、依蘭之女 朱燦燦之母 於1977年6月4日離家出走後再也沒有回家 其後做陪酒妹，並被周驄於街頭撞破 拋棄朱燦燦，曾到孤兒院送她音樂盒 於20年前患上末期肝癌去世（第29、31集） |
| 陳沛妍（童年） | 朱燦燦 | 燦燦、燦哥、朱師傅、朱姑娘（白樺、依蘭專用） 「猛龍水電維修」師傅（於第5集辭職） 孤儿 白慧之女 白樺、依蘭之外孫女 寶祿之長媳婦 寶歡之鬥氣冤家，後為其妻。於第31集接受了寶歡的求婚 寶欣之師妹兼好友兼大嫂 寶愉、寶怡之大嫂 梅小菲之大舅母 凌波、崔芳芳之好友 張震之好友，被其暗戀 傾慕季思福，後被其暗戀 小時候被母親遺棄成為孤兒 個性堅強、樂觀，慢慢感染了寶歡 患有失眠，後因寶歡而漸漸康復 因天生八字剛陽，不能看見鬼魂 不相信世界上有鬼，於第23集相信 於第5集因被寶歡連累而離開「猛龍水電維修」 於第9集與寶欣成立「老友記水電工程」 於第31集與白樺、依蘭相認 |
| 胡定欣         | 朱燦燦 | 燦燦、燦哥、朱師傅、朱姑娘（白樺、依蘭專用） 「猛龍水電維修」師傅（於第5集辭職） 孤儿 白慧之女 白樺、依蘭之外孫女 寶祿之長媳婦 寶歡之鬥氣冤家，後為其妻。於第31集接受了寶歡的求婚 寶欣之師妹兼好友兼大嫂 寶愉、寶怡之大嫂 梅小菲之大舅母 凌波、崔芳芳之好友 張震之好友，被其暗戀 傾慕季思福，後被其暗戀 小時候被母親遺棄成為孤兒 個性堅強、樂觀，慢慢感染了寶歡 患有失眠，後因寶歡而漸漸康復 因天生八字剛陽，不能看見鬼魂 不相信世界上有鬼，於第23集相信 於第5集因被寶歡連累而離開「猛龍水電維修」 於第9集與寶欣成立「老友記水電工程」 於第31集與白樺、依蘭相認 |

### 余家
| 演員   | 角色     | 簡要介紹 |
| 曾健明 | 余小安   | 余周月鳳之夫 余花、余蕾、余香之父 寶愉、John、Herbert之岳父 寶貝之外公 寶祿、娟之親家公 寶歡、寶欣、寶怡之姻世伯           |
| 區靄玲 | 余周月鳳 | 余小安之妻 余花、余蕾、余香之母 寶愉、John、Herbert之岳母，并針對寶愉 寶貝之外婆 寶祿、娟之親家母 寶歡、寶欣、寶怡之姻伯母 |
| 呂慧儀 | 余花     | 余小安、余周月鳳之長女 余蕾、余香之大姊，與其針鋒相對 寶愉之妻 John、Herbert之大姨 參見寶家                                |
| 張頴康 | 寶愉     | 三寶、Anthony 資產管理公司基金經理兼高级副總裁 余花之夫 余蕾、余香之大姐夫 John、Herbert之大襟兄 參見寶家                  |
| 黃穎君 | 余蕾     | 余小安、余周月鳳之次女 余花之二妹，與其針鋒相對 余香之二姊 John之妻 寶愉之二姨仔 Herbert之二姨 寶貝之二姨                  |
| 林宥喬 | John     | 律師 余蕾之夫 余花之二妹夫 余香之二姐夫 寶愉之二襟弟 Herbert之二襟兄 寶貝之二姨丈                                          |
| 尹詩沛 | 余香     | 余小安、余周月鳳之幼女 余花、余蕾之三妹，與余花針鋒相對 Herbert之妻 寶愉、John之三姨仔 寶貝之三姨                          |
| 林玥   | Herbert  | 醫生 余香之夫 余花、余蕾之三妹夫 寶愉、John之三襟弟 寶貝之三姨丈                                                           |

### 老友記水電工程
- 於第9集成立

| 演員   | 角色   | 簡要介紹 |
| 胡定欣 | 朱燦燦 | 燦燦、燦哥、朱師傅 老闆 於第9集與寶欣成立「老友記水電工程」 參見白家 |
| 滕麗名 | 寶欣   | 二寶、師姐 店主 於第9集與朱燦燦成立「老友記水電工程」 參見寶家 |
| 陳偉洪 | 張震   | 四肢 水電維修员，擁有五十三寸胸肌 朱燦燦之好友，並暗戀她 針對寶歡，後和好並成為朋友 凌波之好友,被其暗戀 於第6集離開「猛龍水電維修」 於第30集觸碰瀟慕晶依附的葡幣而看到她的鬼魂 |
| 袁鎮業 | 凌波   | 波波、發達 水電維修员，擁有五十五寸胸肌 朱燦燦、張震之好友 同性戀者，暗戀張震 於第6集離開「猛龍水電維修」                                                                      |

### 穿梭机儿童教育中心
| 演員           | 角色   | 簡要介紹 |
| 煒烈           | 陶志凱 | 陶生 陶太之夫 大股東 |
| 歐陽震華       | 寶歡   | 創辦人 於第6集被陶志凱解僱 參見寶家 |
| 楊家盛（青年） | 季思福 | Seafood、屎忽鬼、怪獸 兒童節目前主持／行政總裁 黃百川之好友 寶歡之好友兼情敵 朱燦燦之偶像，後暗戀她，最後放棄 於第31集前往上海擔任分校校長 |
| 張達倫         | 季思福 | Seafood、屎忽鬼、怪獸 兒童節目前主持／行政總裁 黃百川之好友 寶歡之好友兼情敵 朱燦燦之偶像，後暗戀她，最後放棄 於第31集前往上海擔任分校校長 |
| 吳珮如         | Tracy  | 秘書 |
| 盧峻峯         | Alvin  | 穿梭机儿童教育中心職員 |
| 施駿喆         | 阿昌   | 穿梭机儿童教育中心職員 |
| 蕭凱欣         | Isabel | 穿梭机儿童教育中心職員 |
| 余應彤         |        | 保安 |

### 天神小食店
| 演員           | 角色   | 簡要介紹                                        |
| 關梓陽（青年） | 黃百川 | 黃大仙 老闆／道士 歐玉嫻之夫 寶歡、季思福之好友 |
| 韋家雄         | 黃百川 | 黃大仙 老闆／道士 歐玉嫻之夫 寶歡、季思福之好友 |
| 李漫芬         | 歐玉嫻 | 川嫂 老闆娘 黃百川之妻                          |
| 歐陽震華       | 寶歡   | 大寶、寶寶大隊長、肥歡 晚市主廚 參見寶家        |
| 張彥博         | 寶怡   | 細寶、 David Bowie 晚市伙計 參見寶家            |
| 麥嘉倫         | 明仔   | 伙計                                            |

### 其他演員
| 演員           | 角色       | 簡要介紹 |
| 劉佩玥         | 呂星晨     | 女神、星晨、女神小姐 梅小菲之鋼琴教師 咖啡兼職，後辭職 馮允謙之前女友，後復合 寶怡之暗戀對象 於第9集登場 |
| 鄭敬基         | 甘查理     | 甘瀟集團老闆 甘瀟慕晶之子，對母親極度依賴 因覺得寶欣的神態與其母親相似而追求她 為收購有寶樓而派「禿鷹集團」恐嚇寶家和经常騷擾有寶樓住戶 於第25集登場 於第29集收買寶愉，要他用方法令寶家搬走 於第30集被甘瀟慕晶說服放棄收購                           |
| 盧宛茵         | 嬌         | 嬌姐、賤奶奶 梅昭之母 寶欣之家姑，並針對及刁难她 梅小菲之嫲嫲 寶祿、娟之親家母 寶歡、寶愉、寶怡之姻伯母 長居深圳，於第25集入住寶家 經常在別人面前表現非常寵愛寶欣，但事實是相反 於第26集因其橫行霸道的行為而被白樺和依蘭吓走，離開前真面目被白樺揭發 |
| 張名雅         | 錢祖君     | Joanne 穿梭機兒童教育中心前舞蹈導師 寶歡之前女友 五年前被寶歡間接害至瘸腳 為了整容而假借瘸腳還未康復之名，想再欺騙寶歡30萬 於第5集登場 於第15集被寶愉識穿其詭計，並控告寶歡令其身心皆受傷害                                                          |
| 周驄           | 周驄       | 驄頭、周驄叔 粵語片演員 依蘭之好友，並單戀其 白樺之情敵 唯一知道白慧已經去世的人 於第12集登場 |
| 余子明         | 何貴       | 何伯 「有寶樓」住客 賢之爺爺 患有初期腦退化症 於第23集因心臟病病發而靈魂出竅，并附身在老花眼鏡内，後被寶歡和朱燦燦救回 於第30集被甘潇集团哄骗卖出自己的房子                                                                                          |
| 趙永洪         | 狄文傑     | Dickson 狄克集團少東 余花之前男友 寶愉之死敵 於第12集登場 於第23集被揭發患有愛滋病 |
| 蔡國慶         | 鄧叔       | 鄧記竹蔗水店老闆 白樺、依蘭之影迷（第3、10集） |
| 李海生         | 發叔       | 寶祿之舊同事（第1集） |
| 馮秀華         | Eva        | 余花之朋友（第1、16、18-19集） |
| 陳珈穎         | Mandy      | 余花之朋友（第1、16、18集） |
| 李君妍         | 女司儀     | 寶愉、余花婚禮的司儀（第1集） |
| 姚宏遠         | 男司儀     | 寶愉、余花婚禮的司儀（第1集） |
| 蕭徽勇         | 周生       | 寶歡之鄰居（第1集） |
| 蓋世寶         | 周太       | 寶歡之鄰居（第1集） |
| 霍健邦         |            | 的士司機（第1集） |
| 容天佑         | 賢         | 「有寶樓」住客 何貴之孫（第1、3、23、26集） |
| 葉家泓         |            | 消防隊長（第1-2集） |
| 文雅           | 陶太       | 怪獸家長 穿梭機兒童教育中心客人 陶志凱之妻 因不忿寶歡於網上數臭她而針對他（第3-5集） |
| 陳家良         |            | 導演（第3集） |
| 陳榮峻         | 堅叔       | 「猛龍水電維修」師傅 權之叔叔 朱燦燦之師父（第4-5集） |
| 李興華         | 權         | 「猛龍水電維修」店員 堅叔之侄子 針對朱燦燦（第4-5集） |
| 梁麗翹         |            | 主持人（第5集） |
| 沈可欣         |            | 主持人（第5集） |
| 吳嘉儀         |            | 手袋店店員（第5集） |
| 廖思略         |            | 手袋店客人（第5集） |
| 黃建東         | Andy       | 余花之經理人（第5、11、16集） |
| 鄧英敏         |            | 律師（第6集） |
| 陳勉良         | 洪忠       | 水電維修師傅（第6集） |
| 周梓盈         |            | 遺產承辦處職員（第6集） |
| 招浩明         |            | 速遞員（第6集） |
| 朱樂洺         |            | 茶樓侍應（第7集） |
| 曾玉娟         |            | 茶樓侍應（第7集） |
| 吳展驊         |            | 便利店職員（第7集） |
| 楊家寶         | Miss Mo    | 梅小菲之老師（第7、27集） |
| 區軒瑋         |            | 廠老闆 梅昭之上司（第7、27集） |
| 馮允謙         | 馮允謙     | Jay 歌星 呂星晨之前男友，後復合 （第8、23、28、29-30集） |
| 莫偉文         |            | 老友水電工程顧客（第8集） |
| 謝光耀         |            | 搬運工人（第8集） |
| 李豪           | 威         | 寶怡之朋友（第8、20集） |
| 彭紀諺         |            | 工作人員（第8集） |
| 王靖怡         |            | 寶怡之小學老師（第8集） |
| 利穎怡         | Suki       | 售貨員 於網上新聞聲稱曾於商店街廁所見到女鬼（第8-9集） |
| 李琳琳（童年） | 崔芳芳     | 鬼魂 朱燦燦之舊院友及好友 因要搶回自己心愛的名貴手袋而被賊匪推出馬路，導致被車撞死 去世後靈魂附於名貴手袋裏 於第10集完成生前未了心願後消失（第9-10集）                                                                                               |
| 麥皓兒         | 崔芳芳     | 鬼魂 朱燦燦之舊院友及好友 因要搶回自己心愛的名貴手袋而被賊匪推出馬路，導致被車撞死 去世後靈魂附於名貴手袋裏 於第10集完成生前未了心願後消失（第9-10集）                                                                                               |
| 李日昇         |            | 天神小食食客（第9集） |
| 董敬文         | Sue        | 咖啡店店員（第9、23集） |
| 梁博恩         |            | 賊人（第9集） |
| 徐玟晴         |            | 買家（第9集） |
| 黃匡翹         |            | 修女（第10集） |
| 劉溫馨         |            | 少女（第10集） |
| 惠玲           |            | 公園跳舞團（第10-11集） |
| 楊依依         |            | 公園跳舞團（第10-11集） |
| 楊莉莉         |            | 公園跳舞團（第10-11集） |
| 陳佳琳         |            | 公園跳舞團（第10-11集） |
| 袁海恩         |            | 公園跳舞團（第10-11集） |
| 張彼得         |            | 公園跳舞團（第10-11集） |
| 劉燕嫦         |            | 公園跳舞團（第10-11集） |
| 王華盛         |            | 公園跳舞團（第10-11集） |
| 梁俊           |            | 公園跳舞團（第10-11集） |
| 楊嘉欣         |            | 少女（第11集） |
| 陳靖雲         | Jessica D. | 𡃁模（第11、16、21集） |
| 謝芷倫         |            | 𡃁模（第11、16集） |
| 沈愛琳         |            | 𡃁模（第11、16集） |
| 曾敏           |            | 記者（第11、23集） |
| 黃得生         |            | 記者（第11集） |
| 李悅瀚         |            | 記者（第11集） |
| 白雲           | Carol      | 模特兒（第11集） |
| 郭田葰         | Chris      | 寶愉之好友（第12集） |
| 林景程         | Jimmy      | 寶愉之好友（第12集） |
| 郭子豪         | Gordon     | 寶愉之好友（第12集） |
| 張本立         | Hugo       | 曉士資產管理公司老闆 寶愉之上司兼好友，後反目（第12、16集） |
| 梁珈詠         |            | Jimmy之妻（第12集） |
| 蘇麗明         |            | Chris之妻（第12集） |
| 郭嘉文         |            | 狄文傑之好友 討厭余花並取笑其（12、19集） |
| 林泳淘         | Cathy      | 狄文傑之前女友 討厭余花並取笑其（12、19、23集） |
| 王鎮泉         |            | |
| 潘梓鋒         |            | |
| 焦浩軒         |            | 青年 被朱燦燦誤以為是毒貓狂徒（第12集） |
| 韓毓霞         |            | 周驄之侄女（第12-13集） |
| 劉彩玉         | Mable      | 寶欣之中學同學（第13集） |
| 周麗欣         | Jenny      | 寶欣之中學同學（第13集） |
| 李忠希         | Jerry      | Jenny之夫（第13集） |
| 嚴天浩         | 木乃伊病人 | 被朱燦燦誤以為是寶歡（第13集） |
| 吳綺珊         |            | 纖體公司職員（第15集） |
| 周嘉洛         |            | 客人（第15集） |
| 朱斐斐         |            | 客人（第15集） |
| 陳偉琪         | Vicky      | 狄文傑之女友，後分手（第15-16、23集） |
| 李啟傑         | Richard    | 基金經理 與寶愉不和（第15-16集） |
| 朱智賢         |            | 財經主播（第15集） |
| 劉天龍         | Jason      | 寶愉之客戶 狄文傑之工作夥伴（第15-18集） |
| 陳芷尤         | Koey       | 曉士資產管理公司基金經理 寶愉之同事（第15-16集） |
| 關宛珊         | Kitty      | 曉士資產管理公司基金經理 寶愉之同事（第15-16集） |
| 張韋怡         | Grace      | 曉士資產管理公司基金經理 寶愉之同事（第15-16集） |
| 王致狄         | Hanson     | 曉士資產管理公司基金經理 寶愉之同事（第15-16集） |
| 吳幸美         |            | 主播（第15集） |
| 安德尊         | Michael    | 商人 Abby之夫（第16集） |
| 陳婉衡         | Abby       | Michael之妻（第16集） |
| 吳曠利         |            | 地產經紀（第16集） |
| 李晉強         |            | Richard之朋友（第16集） |
| 范仲           |            | Richard之朋友（第16集） |
| 馮子森         |            | 狄文傑之朋友（第16集） |
| 盧偉文         |            | 狄文傑之朋友（第16集） |
| 曹思詩         |            | 小三（第16集） |
| 陳嘉嘉         | 袁惠心     | Jason之代表律師（第16-17集） |
| 阮毅雄         |            | 的士司機（第17集） |
| 關浩揚         |            | 髮型師（第18集） |
| 黃毅進         |            | 天神小食食客（第19集） |
| 譚坤倫         |            | 男友（第19集） |
| 郭千瑜         |            | 女友（第19集） |
| 姚浩政         | Gary       | 地產經紀（第19集） |
| 戴耀明         | 沙皮       | 古惑仔 於機舖內與寶怡爭執（第20集） |
| 張明偉         |            | 寶怡之朋友（第20集） |
| 鄧永健         |            | 導演（第20集） |
| 李嘉晉         |            | 店員（第21集） |
| 盧海鷹         | 車仔       | Jessica D.之粉絲 被寶愉收買假扮余花之粉絲（第11、21集） |
| 江富強         |            | 唱片舖老闆（第22集） |
| 李曉東         |            | 馮允謙之助手（第23、28集） |
| 譚嘉儀         |            | 歌手（第23集） |
| 劉嘉琪         | Venis      | 狄文傑之前女友（第23集） |
| 許思敏         | 潔姐       | 垃圾婆（第23集） |
| 彭美嫦         | 瓊姑       | 地攤檔檔主 潔姐之姊妹（第23集） |
| 何俊軒         |            | 食環署職員（第23集） |
| 嘉駿           |            | 食環署職員（第23集） |
| 馬蹄露         | 雪姐       | 食評家／天神小食店食客 欣賞寶歡親手做的腸粉 寫了一篇食評稱讚寶歡的腸粉，令天神小食店客似雲來（第24集） |
| 鄭嘉豪         | Vincent    | 法律行政人員（第25集） |
| 楊證樺         | Peter      | 甘查理之助手（第25-26、29集） |
| 杜大偉         |            | 怒漢（第25集） |
| 黃欣           |            | 甘查理之秘書（第26、28集） |
| 王德基         |            | 收樓男 「甘瀟集團」職員（第26集） |
| 劉桂芳         | 楊婆婆     | 「有寶樓」住客 於第29集被甘查理惡意弄壞門鎖及潑屎潑尿（第26、29集） |
| 林淽諾         | Daisy      | 梅小菲之同學（第27集） |
| 李綺雯（青年） | 甘瀟慕晶   | 甘老太 鬼魂／甘瀟集團前主席 甘查理之母 得知甘查理找「秃鹰集团」收楼後心脏病发身亡 其鬼魂依附在甘查理小时候赠送的两枚贴合五元葡幣內 于第30集劝服甘查理放弃收購有宝楼後消失（第28-30集）                                                               |
| 雪妮           | 甘瀟慕晶   | 甘老太 鬼魂／甘瀟集團前主席 甘查理之母 得知甘查理找「秃鹰集团」收楼後心脏病发身亡 其鬼魂依附在甘查理小时候赠送的两枚贴合五元葡幣內 于第30集劝服甘查理放弃收購有宝楼後消失（第28-30集）                                                               |
| 洋             | 田教授     | （第28集） |
| 陳康健         | Johnny     | 馮允謙之好友兼樂隊成員（第28集） |
| 陳建文         | Max        | 馮允謙之好友兼樂隊成員（第28集） |
| 吳沚默         | Anna       | 馮允謙之好友兼樂隊成員（第28集） |
| 方紹聰         | Joe        | 馮允謙之好友兼樂隊成員（第28集） |
| 譚永浩         |            | 主持 訪問寶歡（第29集） |
| 曾海昌         | 威         | 禿鷹集團成員 受甘查理指使到有寶樓騷擾住客 於第29集因對付寶家時余花意外打開白樺和依蘭依附的傘子而看到他們的鬼魂 於第30集被捕（第29-30集） |
| 趙樂賢         | 勁         | 禿鷹集團成員 受甘查理指使到有寶樓騷擾住客 於第29集因對付寶家時余花意外打開白樺和依蘭依附的傘子而看到他們的鬼魂 於第30集被捕（第29-30集） |
| 李子奇         | 禿鷹哥     | 禿鷹集團老闆 黑社會成員 教训录音他与甘查理对话的宝愉，並把他打至重傷（第30集） |
| 張榮祥         | 彪         | 禿鷹集團成員 黑社會成員 受甘查理指使到有寶樓騷擾住客 欲以八卦收拾白樺、依蘭，後被依蘭震碎八卦 有陰陽眼，從而能看見鬼魂 後被捕（第30集） |
| 張國強         | 張國強     | KK 兒童節目前主持／電視台演員 帶寶歡、朱燦燦入電視台找周驄（第31集） |
| 陳瀅           | Jeannie    | 音樂比賽參賽者 欣賞寶怡的音樂才華（第31集） |
| 吳香倫         | 玲         | 白慧之舊同事（第31集） |
| 莫家淦         |            | 歌唱比賽司儀（第31集） |
| 陳俊堅         |            | FM（第31集） |

## 收視
以下為本劇於香港無綫電視翡翠台之收視紀錄：
| 週次 | 集數   | 日期                                    | 平均收視 | 最高收視 | 備註 |
| 1    | 1－6   | 2016年6月27日－7月2日                   | 25點     | 29點     | 星期一至五平均收視25.4點，最高收視29.3點                                                                                        |
| 2    | 7－13  | 2016年7月4日－7月10日                   | 27點     | 32點     | 星期一至五平均收視27.4點，最高收視29.5點 星期六平均收視 點 星期日平均收視 點 第8集最高收視32點                                  |
| 3    | 14－19 | 2016年7月11日－7月16日                  | 28點     | 31點     | 星期一至五平均收視28.4點，最高收視30.4點 星期六平均收視21.1點 第14集平均收視28點，最高收視30點 第17集平均收視29點，最高收視31點 |
| 4    | 20－25 | 2016年7月18日－7月24日 （23日暫停播映） | 29點     | 31點     | 星期一至五平均收視28.8點，最高收視31點 星期日平均收視 點 第21集最高收視31點                                                     |
| 5    | 26－30 | 2016年7月25日－7月29日                  | 29點     | 32點     | 星期一至五平均收視29點，最高收視32點 第29集平均收視30點，最高收視32點                                                           |
| 6    | 31     | 2016年7月31日                           | 30點     | 35點     | |
| 全劇 | 全劇   | 全劇                                    | 28.2點   | 35點     | |

## 獎項及提名

### 星和無綫電視大獎2016
| 獎項                    | 獲奬單位         |
| ----------------------- | ---------------- |
| 「我最愛TVB電視男角色」 | 歐陽震華（寶歡） |

### TVB 馬來西亞星光薈萃頒獎典禮2016
| 獎項                     | 單位       | 結果             |
| ------------------------ | ---------- | ---------------- |
| 最喜愛TVB電視劇集        | 一屋老友記 | 提名（最後三強） |
| 最喜愛TVB男主角          | 歐陽震華   | 提名（最後五強） |
| 最喜愛TVB男配角          | 張頴康     | 提名             |
| 最喜愛TVB女配角          | 滕麗名     | 獲獎             |
| 最喜愛TVB女配角          | 呂慧儀     | 提名             |
| 最喜愛TVB電視角色        | 歐陽震華   | 獲獎             |
| 最喜愛TVB電視角色        | 滕麗名     | 獲獎             |
| 最喜愛TVB電視角色        | 張頴康     | 提名             |
| 最喜愛TVB電視角色        | 呂慧儀     | 獲獎             |
| 最喜愛TVB電視角色        | 胡楓       | 提名             |
| 最喜愛TVB電視角色        | 羅蘭       | 提名             |
| 最喜愛TVB飛躍進步男藝員  | 張彥博     | 提名（最後三強） |
| 最喜愛TVB飛躍進步男藝員  | 張頴康     | 獲獎             |
| 最喜愛TVB飛躍進步女藝員  | 劉佩玥     | 獲獎             |
| 2016年紅爆網絡新鮮人大獎 | 劉佩玥     | 提名             |
| 2016年紅爆網絡新鮮人大獎 | 呂慧儀     | 提名             |
| 2016年紅爆網絡新鮮人大獎 | 張頴康     | 提名             |
| 2016年紅爆網絡新鮮人大獎 | 張彥博     | 提名             |

### 萬千星輝頒獎典禮2016
| 獎項               | 單位                     | 結果             |
| ------------------ | ------------------------ | ---------------- |
| 最佳劇集           | 一屋老友記               | 提名             |
| 最佳男主角         | 歐陽震華                 | 提名             |
| 最佳男配角         | 張頴康                   | 提名             |
| 最佳女配角         | 呂慧儀                   | 提名（最後五強） |
| 最佳女配角         | 滕麗名                   | 提名（最後三強） |
| 最佳女配角         | 羅蘭                     | 提名             |
| 最受歡迎電視男角色 | 胡楓                     | 提名             |
| 最受歡迎電視男角色 | 歐陽震華                 | 提名（最後五強） |
| 最受歡迎電視女角色 | 呂慧儀                   | 提名             |
| 最受歡迎電視女角色 | 滕麗名                   | 提名（最後五強） |
| 飛躍進步男藝員     | 張彥博                   | 提名             |
| 飛躍進步男藝員     | 張頴康                   | 獲獎             |
| 飛躍進步女藝員     | 劉佩玥                   | 提名             |
| 最受歡迎劇集搭檔   | 胡楓、羅蘭               | 提名             |
| 最受歡迎劇集搭檔   | 滕麗名、呂慧儀           | 提名             |
| 最受歡迎劇集歌曲   | 愛的溫暖（主唱：蕭正楠） | 提名             |
| 萬千光輝演藝人大獎 | 周驄                     | 獲獎             |

### 第22屆亞洲電視大獎
| 獎項                       | 獲奬者   |
| -------------------------- | -------- |
| 「最佳喜劇演員」           | 歐陽震華 |
| 「最佳喜劇節目組別優異獎」 | [ 9 ]    |

### 2017紐約國際電視電影節
| 獎項                        |
| --------------------------- |
| 「喜劇/諷刺節目組別優異獎」 |

### 2017首爾國際電視劇大獎
| 獎項                             |
| -------------------------------- |
| 「喜劇節目組別優異獎」- 入圍推介 |

## 軼事
- 此劇是歐陽震華與滕麗明繼《天降財神》、《陀槍師姐系列》和《洗冤錄II》後第七度合作。[12][13][14][15]。
- 此劇是羅蘭與胡楓繼《老表，你好嘢！》、《老表，你好hea！》及「惠康超市」廣告後第四度合作。[16]
- 此劇中飾演「寶愉」的張頴康[17]、飾演「余花」的呂慧儀[18]和飾演「朱燦燦」的胡定欣比飾演「寶怡」的張彥博[19][20]的年齡還要小。
- 此劇播映後收視成績十分理想，更衍生出原班人馬合作的旅遊節目《一屋老友去旅行》。歐陽震華多次在訪問中表示考慮把此劇製作成舞台劇公演。[21]
- 拍畢此劇後，同劇藝員呂慧儀，滕麗名，陳偲穎，許思敏、周嘉洛、吳偉豪、陳靖雲、謝芷倫、沈愛琳及李漫芬在2017年至今拍攝《愛·回家之開心速遞》。
- 劇中《你認真嗎》歌曲的作曲是寶怡（張彥博演），而事實上本身這首歌的作曲人就是張彥博自己，而劇中的作詞人是呂星辰（劉佩玥演）自己一個填詞，而事實上這首歌的填詞劉佩玥亦有參與部分創作，不過歌詞並非由她自己一人創作。

## 記事
- 2015年11月13日：此劇於12:30在將軍澳電視廣播城一廠外灰位舉行造型記者會。[22]
- 2015年12月15日：此劇於14:00在將軍澳電視廣播城十六厰舉行開鏡拜神儀式。[23]
- 2016年2月29日：此劇於11:00在九龍灣偉業街33號德福廣場二期6樓611舖Virtual Zone進行外景拍攝。[24]
- 2016年6月25日：此劇於14:30在將軍澳新都城中心二期舉行「嘩鬼出巡 『驚喜』滿FUN」宣傳活動。[25][26]
- 2016年7月2日：此劇於13:30在九龍灣展貿徑1號國際展貿中心EMax地下BOUNCE舉行「仲夏狂歡派對」宣傳活動。[27][28][29]
- 2016年7月7日：此劇於12:30在將軍澳唐德街9號將軍澳中心1樓123號舖鴻星海鮮酒家舉行祝捷會。[30][31]
- 2016年7月12日：此劇於14:30在將軍澳尚德邨博愛醫院陳國威小學舉行「老友記笑聲迎暑假」宣傳活動。[32][33][34]宣布第14集最高收視32點，超過200萬觀眾收看。
- 2016年7月15日：此劇收視報捷，宣佈前一晚收視平均達30點，最高達31點。[35]
- 2016年7月20日：此劇於13:00在海洋公園威威天地舉行「一家大細 老友同樂」宣傳活動。[36][37]
- 2016年7月30日：此劇於12:30在尖沙咀彌敦道90-94號頂好海鮮酒家舉行祝捷會。[38][39]
- 2016年7月31日：此劇於21:30在銅鑼灣舉行大結局飯局。[40][41][42]

## 外部連結
- 一屋老友記 - myTV SUPER[]